# Instandsetzungsdienst

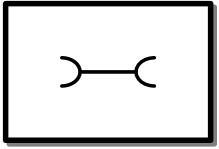
Taktisches Zeichen des Instandsetzungsdienstes

Der Instandsetzungsdienst (Abkürzung IDi oder ID) ist ein Fachdienst des Katastrophenschutzes in Deutschland. Er wird ausschließlich von der Bundesanstalt Technisches Hilfswerk (THW) wahrgenommen.

## Geschichte

### Anfänge
Die Ursprünge des Instandsetzungsdienstes finden sich bei der Technischen Nothilfe (TN). Der Instandsetzungsdienst der Technische Nothilfe wurde nach der Machtergreifung durch die Nationalsozialisten weiter ausgebaut. Die Zielsetzung, eine Vorbereitung der Einsatzkräfte auf den Sicherheitsdienst und die Hilfestellung nach möglichen Bombenabwürfen auf Wohngebiete, wichtige Industrie- und Versorgungsunternehmen oder Versorgungswege, kann als kriegsvorbereitende Maßnahme angesehen werden. Daher war die Ausbildung dieses Dienstes auf die schnelle Beseitigung der Schäden durch Sprengbomben und den Schutz der Zivilbevölkerung ausgerichtet. Zusätzlich sollten Abbruch- und Sicherungsarbeiten an beschädigten Gebäudeteilen vorgenommen oder Zerstörungen der Zufahrtswege beseitigt werden. Die Beseitigung von Blindgängern gehörte ebenfalls zu den Aufgaben des Instandsetzungsdienstes. Daher war die Unterweisung von Fachpersonal und die Ausrüstung mit Spezialgeräten ein wichtiger Bestandteil dieses Dienstes.
Zunächst wurde der Instandhaltungsdienst aus dem Bereich der Technischen Nothilfe aufgebaut, der im Ernstfall durch Dienstverpflichtete des Luftschutzes verstärkt werden sollte. So erhielt jeder Luftschutzort im Rahmen des Sicherheits- und Hilfsdienstes auch einen Instandsetzungsdienst.
Der Dienst hatte folgende Aufgaben:
- Bergung von Verschütteten und Eingeschlossenen
- Freimachen der Verkehrswege für die Fahrzeuge des Sicherheits- und Hilfsdienstes und nachrangig für den allgemeinen Verkehr
- Sicherung oder Abriss einsturzgefährdeter Gebäude
- Instandsetzung beschädigter Brücken sowie der Bau von Behelfsbrücken
- Ausbesserung beschädigter Schutzräume und die Neuanlage von Deckungsgräben, Stollen und behelfsmäßigen Schutzräumen
- Abtransport und Sprengung von Blindgängern

Der Dienst war unterteilt in einen festen Bereich (Gerätelager, Verwaltung, Organisation) und einen mobilen Bereich (Einsatzeinheiten, Instandsetzungs- und Sprengtruppen). Ein Instandsetzungstrupp bestand aus 24 Mann (je 1 Truppführer und ein Stellvertreter sowie 2 Arbeitsgruppen mit je 2 Melde- und LKW-Fahrern). Zur persönlichen Schutzausrüstung der Mitarbeiter gehörte neben einer Sanitätsausrüstung eine Gasschutzmaske. Zusätzlich stand je nach Einsatz technisches Gerät und Werkzeug zur Verfügung.

### Entwicklung seit 1950
Am 12. September 1950 wurde der Zivile Ordnungsdienst gegründet, eine Nachfolgeorganisation der Technischen Nothilfe. Am 20. Oktober 1951 wurde er offiziell in Technisches Hilfswerk umbenannt und übernahm die Aufgaben des Bergungs- und Instandsetzungsdienstes im Zivilschutz der Bundesrepublik Deutschland. Seine taktische Einheit für den Instandsetzungsdienst war von 1972 bis 1994 der Instandsetzungszug. Durch das THW-Neukonzept (ab 1995) wurden alle Instandsetzungszüge aufgelöst und in die Fachgruppen Infrastruktur, Elektroversorgung, Wasserschaden/Pumpen, Trinkwasserversorgung sowie Ölschaden umgegliedert. In der Zeit davor (1957 bis 1972) war der Instandsetzungsdienst in den Luftschutz-Bergungsbereitschaften (örtlich/überörtlich) des Luftschutzhilfsdienstes (LSHD) organisiert.
Durch das Gesetz zur Erweiterung des Katastrophenschutzes von 1968 wurden die Instandsetzungskomponenten des Luftschutzhilfsdienstes aus den Luftschutz-Bergungsbereitschaften herausgelöst und als eigener Katastrophenschutzfachdienst aufgestellt. Anders als die Bergungszüge, die in manchen Gegenden durch Bereitschaften gestellt wurden, existierten im Instandsetzungsdienst keine Bereitschaften.
Ein Instandsetzungszug (IZ) war folgendermaßen aufgebaut:
|  | Teileinheit          | Fahrzeuge                                                                    | Aufgabe                                           |
|  | Zugtrupp             | 1 Motorrad, 1 Zugtruppkraftwagen, 1 Lkw-Kipper                               | Erkundung, Führung, Materialtransport, Verbindung |
|  | Elektro-Gruppe       | 2 Lkw 3,5to Doppelkabine                                                     | Bau und Reparatur von Erd- und Freileitungen      |
|  | Gas- / Wasser-Gruppe | 2 Lkw 3,5to Doppelkabine + Kompressoranhänger/Drucklufterzeuger auf Anhänger | Bau und Reparatur von Gas- und Wasserleitungen    |
|  | Abwasser-Öl-Gruppe   | 2 Lkw 3,5to Doppelkabine + teils 2 Anhänger „Pumpen“                         | Reparatur von Abwasser- und Öl-Leitungen          |

Die Fahrzeuge der Elektro-Gruppe, Gas-Wasser-Gruppe und Abwasser-Öl-Gruppe waren je zwei Instandsetzungstruppkraftwagen (ITrKW) pro Gruppe vom Typ Daimler-Benz 407 D; seine Ausstattung war auf die einzelnen Trupps ausgelegt. Für die Beladung war die StAN 031 maßgebend.
Beginnend in den 1980er Jahren wurden pro Gruppe nur ein Instandsetzungstruppkraftwagen eingeplant, das zweite Fahrzeug sollte erst im Verteidigungsfall beordert werden. Später folgte noch die Sonderausstattung P (Pumpen) in die Abwasser-Öl-Gruppe, die besonders bei Unwetter-Einsätzen und Hochwasserlagen eingesetzt wurde. Mit der Aufstellung der Notstrom-Pumpen-Gruppe (um 1989) hatte das THW erstmals eine Feste Komponente für die Notstrom-Versorgung der Zivilbevölkerung und auch für die Einsatzkräfte, die viel Strom benötigten, als aber auch die Zivilbevölkerung vor Wasserschäden zu bewahren. Aus ihr wurden später die Fachgruppe „Elektroversorgung“ und die Fachgruppe „Wasserschaden/Pumpen“ neu aufgestellt. Die Notstrom-Pumpen-Gruppe war zum großen Teil in hochwassergefährdeten Gebieten im damaligen West-Deutschland stationiert.
Der Personalaufbau der Gas-Wasser-, der Abwasser-Öl-Gruppe und der Elektro-Gruppe waren identisch. Es war je ein Sanitätshelfer vorgesehen. Bei der Abwasser-Öl-Gruppe waren dabei acht Atemschutzgeräteträger eingeplant. Insgesamt sollten 3 ABC-Helfer dem Zug angehören. Es ergab sich folgende Personalaufstellung:
| Zugtrupp | Elektro-Gruppe | Gas- / Wasser-Gruppe | Abwasser-Öl-Gruppe |
| --- | --- | --- | --- |
| - 1 Zugführer - 1 Zugtruppführer - 1 Kraftfahrer, Klasse 3/Sprechfunker - 1 Kraftfahrer, Klasse 2 - 1 Kradfahrer/Melder | - 1 Gruppenführer - 1 Truppführer - 6 Instandsetzungshelfer - 1 Kraftfahrer, Klasse 3 - 1 Kraftfahrer, Klasse 3/Gerätewart | - 1 Gruppenführer - 1 Truppführer - 6 Instandsetzungshelfer - 1 Kraftfahrer, Klasse 3 - 1 Kraftfahrer, Klasse 3/Gerätewart | - 1 Gruppenführer - 1 Truppführer - 6 Instandsetzungshelfer - 1 Kraftfahrer, Klasse 3 - 1 Kraftfahrer, Klasse 3/Gerätewart |

Die Gruppen wurden wie folgt untergliedert:
- Elektro-Gruppe
  - Erdleitungs(bau)trupp
  - Freileitungs(bau)trupp
- Gas-Wasser-Gruppe
  - 1 Gasleitungs(bau)trupp
  - 1 Wasserleitungs(bau)trupp
- Abwasser-Öl-Gruppe
  - 1 Abwasser-Trupp
  - 1 Öl-Trupp

Die vom Bundesamt für Zivilschutz erstellten Dienstvorschriften (KatS-DV) für den Instandsetzungsdienst waren die KatS-DV 300 ff. Der Instandsetzungsdienst führt zur Behebung von Gefahren und Notständen im Rahmen des Katastrophenschutzes unaufschiebbare behelfsmäßige Instandsetzungsarbeiten durch, insbesondere an Versorgungsleitungen (Strom, Gas, Wasser), Ölanlagen und Abwassernetzen (Abwasser- und Ölbeseitigung), die zum Schutz und zur Versorgung der Bevölkerung sowie zur Fortführung lebenswichtiger Betriebe dringend notwendig sind. Er führt diese unter Aufsicht und in Zusammenarbeit mit den Versorgungsträgern durch.
Er unterstützt andere Einheiten und Einrichtungen des Katastrophenschutzes im Rahmen seiner Möglichkeiten.
Der Instandsetzungszug Elektro-Gruppe
- Kabelarbeiten im Niederspannungsnetz, Muffen, Endverschlüsse, Sicherungsarbeiten,
- Kunststoffkabelarbeiten im Mittelspannungsnetz,
- Bau und Instandsetzung von Ortsnetzfreileitungen, Trassieren, Mastlochbohren, Mastsetzen und armieren, Draht auflegen und Transporte
- Bau und Instandsetzung von Mittelspannungsfreileitungen,
- Behelfsmäßige Stromversorgung in Notunterkünften und Betreuungsstellen,
- Behelfsmäßige Instandsetzung der Stromversorgung bei gemeindlichen Versorgungsanlagen und öffentlichen Einrichtungen,
- Stromversorgung an Schadstellen, Beleuchtung, Einsatz von Maschinen,
- Behelfsmäßige Instandsetzung von elektrischen Anschlüssen, Pumpen, Abwasseranlagen, Heizungen

Der Instandsetzungszug Gas-Wasser-Gruppe
- Schadenbehebung an Gas-Wasserrohrnetzen im Mittel- und Niederdruckbereich
- Versorgung von Notunterkünften und Betreuungsstellen, Wasserversorgung, behelfsmäßiger Brunnenbau,
- Behelfsmäßige Instandsetzung von Hausinstallationen, Pumpen, Druckerhöhungsanlagen, Gas-Wassergeräte

Der Instandsetzungszug Abwasser-Öl-Gruppe
- Behelfsmäßige Instandsetzung von Vorflutern und Abwasserleitungen und Mitwirkung beim Absichern der Schadstelle, Abpumpen, und Absperren der Leitung,
- Mitwirkung bei der Abwasserbeseitigung in Notunterkünften und Betreuungsstellen,
- Mitwirkung bei Ölschadenbeseitigung bzw. Ölschadenbekämpfung.

Dabei arbeitet der Instandsetzungsdienst eng mit den Ver- und Entsorgungsunternehmen/Energieunternehmen zusammen. Helfer, die im Instandsetzungsdienst tätig sein wollen, müssen einen entsprechenden Beruf erlernt haben oder sich in der entsprechenden Berufsausbildung befinden.

## Taktisches Zeichen
Das Taktische Zeichen des Instandsetzungsdienstes ist ein stilisierter Schraubenschlüssel in einem Rechteck. Es kann zusätzlich mit weiteren Zeichen kombiniert werden (oberhalb des Schraubenschlüssels):
| Teileinheit            | Zusatzzeichen / Buchstabe               | Anordnung innerhalb des Takt. Zeichen | Anordnung außerhalb des Takt. Zeichen |
| ---------------------- | --------------------------------------- | ------------------------------------- | ------------------------------------- |
| Zugtrupp               | 3 Punkte od. 1 Balken im oberen Drittel | über dem Schraubenschlüssel           | 1 Punkt über dem Rechteck (Trupp)     |
| Elektro-Gruppe         | Buchstabe „E“                           | auf dem Schraubenschlüssel            | 2 Punkte über dem Rechteck (Gruppe)   |
| Gas- / Wasser-Gruppe   | Buchstabe „GW“                          | desgleichen                           | 2 Punkte über dem Rechteck (Gruppe)   |
| Abwasser-Öl-Gruppe     | Buchstabe „AÖ“                          | desgleichen                           | 2 Punkte über dem Rechteck (Gruppe)   |
| Notstrom-Pumpen-Gruppe | Buchstabe „NSP“                         | desgleichen                           | 2 Punkte über dem Rechteck (Gruppe)   |

Das Taktische Zeichen der Zugtrupps aller Katastrophenschutzfachdienste hatten sich in den 1980ern immer wieder geändert, sodass der Breite Balken und die drei Punkte im Rechteck gleichzeitig und bundesweit eingesetzt wurden. So hatte zum Beispiel der Zugtrupp des Instandsetzungszuges A den breiten Balken, während der Zugtrupp des Instandsetzungszuges B die drei Punkte als Taktisches Zeichen hatte.
Die frühere Fachdienstfarbe des Instandsetzungsdienstes des THW war grün (offiziell: Gelbgrün) und wurde als Dienststellungskennzeichen auf der rechten Brusttasche des Einsatzanzuges getragen.
Sie wurde auch schon in der Technischen Nothilfe für den selbigen Dienst verwendet.

## Dienststellungen im Instandsetzungsdienst
| Dienststellung | Symbol        | Anordnung | Anmerkung                            |
| -------------- | ------------- | --------- | ------------------------------------ |
| Zugführer      | 1 Quadrat     |           |                                      |
| Zugtruppführer | 3 Balken      | senkrecht | ab 1984 3 Balken, ab 1972 2 Balken   |
| Gruppenführer  | 2 Balken      | senkrecht |                                      |
| Truppführer    | 1 Balken      | senkrecht |                                      |
| Helfer         | keine Symbole |           | auch „Instandsetzungshelfer“ genannt |

Helmkennzeichnungen wurden am Schutzhelm auf der linken Seite angebracht (ab Truppführer), jedoch ohne Fachdienstfarbe.